# Stazione di Giave
La stazione di Giave è una fermata ferroviaria al servizio del comune di Giave, attiva lungo la ferrovia Cagliari-Golfo Aranci.

## Storia

Il fabbricato viaggiatori nel 1965

La nascita di questo scalo ferroviario situato ad alcuni chilometri ad ovest di Giave risale agli ultimi decenni dell'Ottocento, e si ricollega ai lavori di costruzione della principale ferrovia sarda, la Cagliari-Golfo Aranci, per iniziativa della Compagnia Reale delle Ferrovie Sarde. L'impianto di Giave, realizzato come stazione, fu inaugurato il 21 dicembre 1878 come estremo del tronco proveniente dalla stazione di Chilivani, restando per due anni l'estremo meridionale della rete realizzata sino ad allora dalle Ferrovie Reali nella parte settentrionale della Sardegna. Tale situazione durò per un anno e mezzo circa, sino all'apertura del collegamento tra lo scalo e quello di Oristano il 1º luglio 1880, che collegò i due spezzoni di ferrovia realizzati all'epoca.
Alle Ferrovie Reali nel 1920 succedettero nella gestione della stazione le Ferrovie dello Stato (dal 2001 tramite la controllata RFI). Tra la fine del Novecento e l'inizio del XXI secolo l'impianto fu sottoposto ad operazioni di ridimensionamento: negli anni novanta lo scalo merci della stazione cessò la sua attività, mentre il 31 luglio 2005 la stazione fu trasformata in fermata, con la rimozione di tutti i binari ad esclusione di quello di corsa. A partire dal 13 dicembre 2015 nella fermata cessò inoltre il servizio viaggiatori che, dopo le sollecitazioni della popolazione locale, venne ripristinato il 10 settembre 2017.

## Strutture e impianti

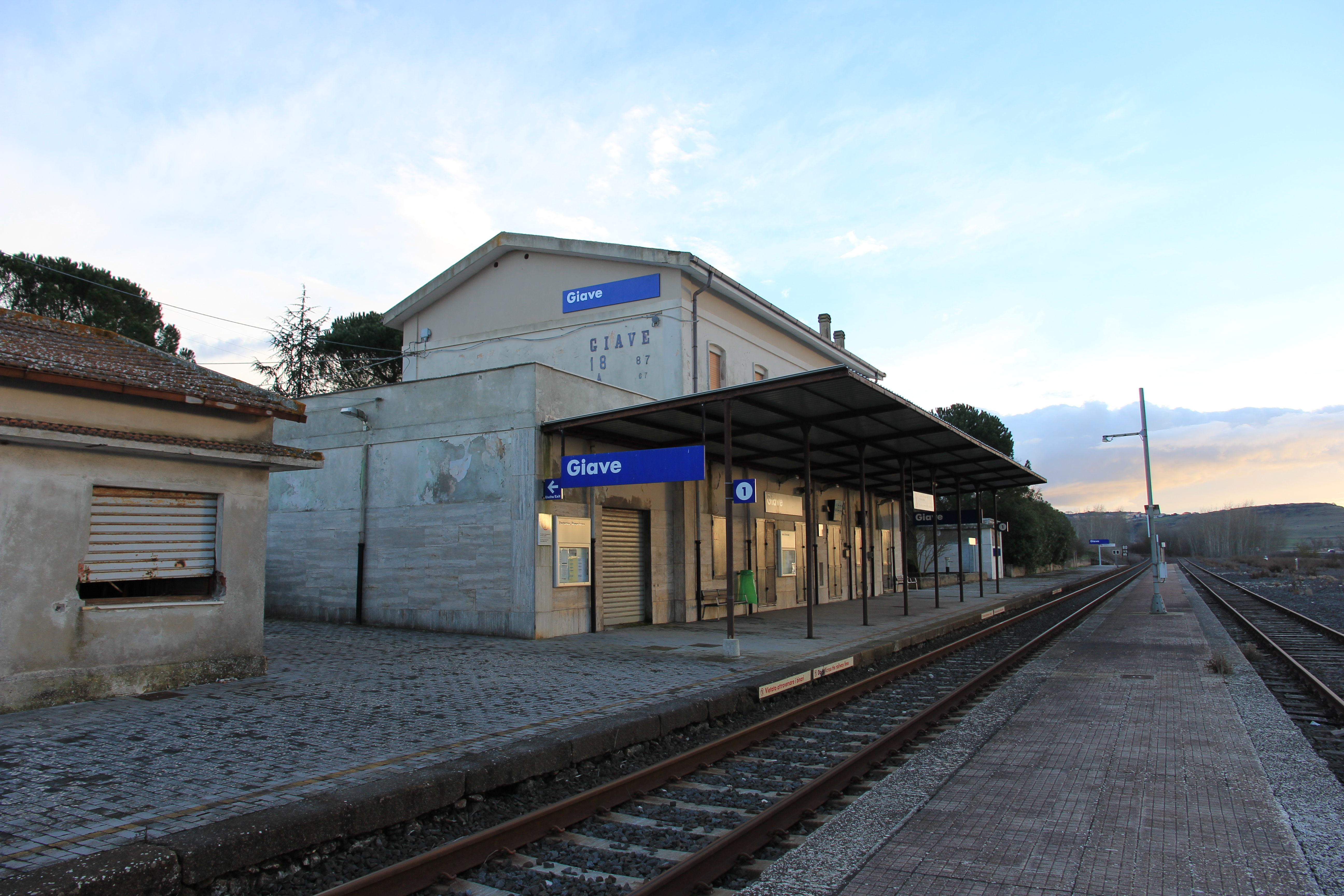
L'impianto visto in direzione Golfo Aranci. Al centro il binario uno, l'unico attivo, sulla destra i resti dell'ex binario due, isolato dalla rete.

Realizzato in origine come stazione passante lungo la Dorsale Sarda, ed in seguito declassato a fermata, lo scalo di Giave è dotato dopo tale ridimensionamento del singolo binario di corsa, a scartamento da 1435 mm. In origine da tale binario se ne diramavano a ovest altri due di tipo passante, di cui nello scalo permane il due, sebbene isolato dalla linea, ed in passato utilizzato anche per il servizio viaggiatori. All'epoca in cui era attiva in configurazione di stazione nella fermata era attivo anche uno scalo merci, dotato di un piano caricatore e di una rampa di scarico dai camion posti parallelamente ad un tronchino; inoltre era attivo anche un magazzino merci. Tutte queste infrastrutture, fatta eccezione per il binario tronco, sono ancora presenti nello scalo seppure in disuso. Per l'accesso ai treni è presente una banchina attigua al binario uno ed al fabbricato viaggiatori; un secondo marciapiede è presente tra il binario uno ed i resti del binario due, e serviva quest'ultimo quando lo scalo era in configurazione di stazione.

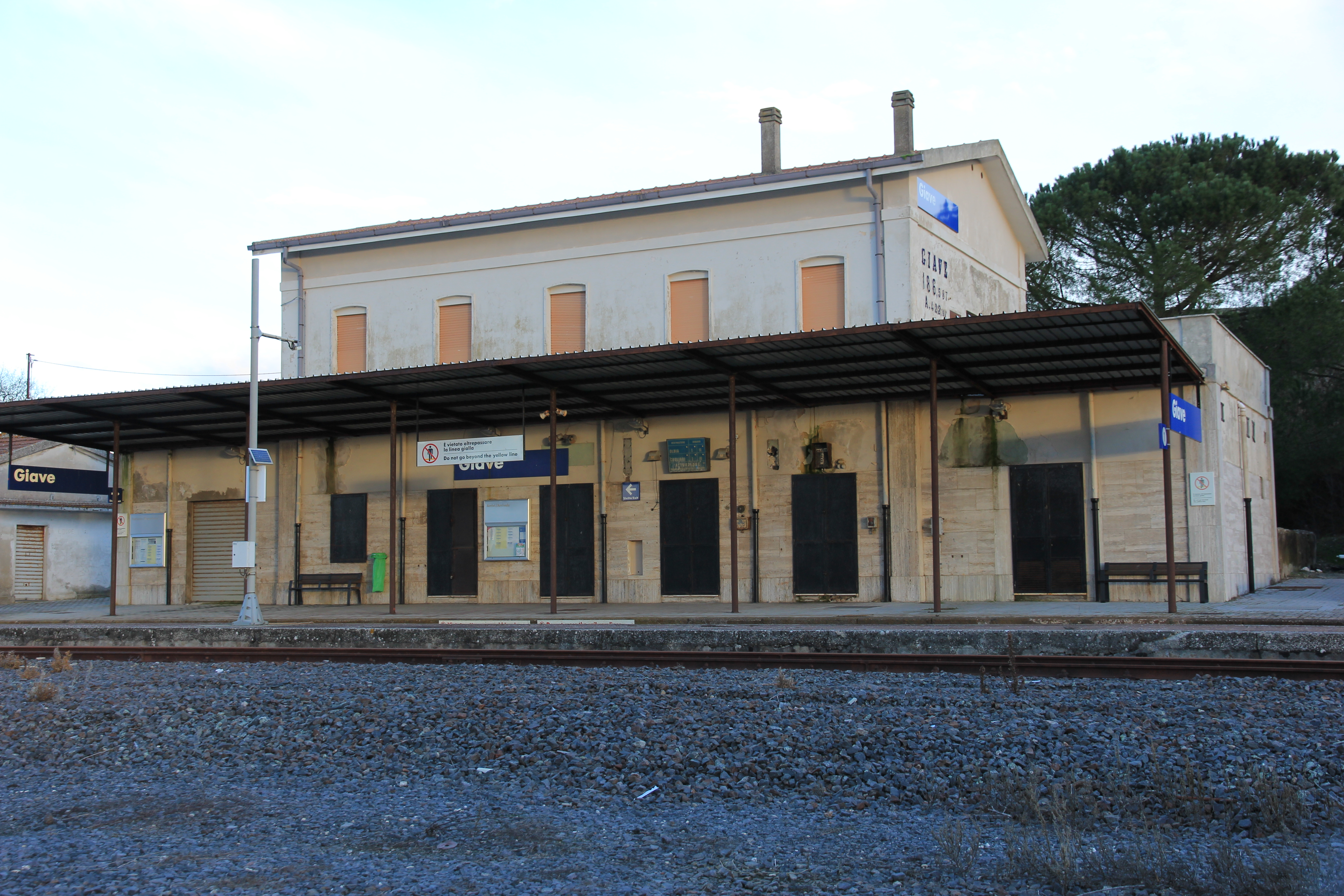
Il fabbricato viaggiatori della fermata, chiuso al pubblico.

Ad est del binario superstite nella fermata sono presenti i fabbricati dell'impianto: tra questi il maggiore è quello viaggiatori, chiuso al pubblico: si tratta di una costruzione a pianta rettangolare con un corpo centrale esteso su due piani più tetto a falde e due ali laterali con sviluppo sul solo piano terra (più terrazzini), con complessive sette luci sul lato che dà sul binario. A sud del fabbricato viaggiatori è situato l'edificio che ospita le ritirate (anch'esso inaccessibile all'utenza), mentre a nord dell'edificio principale trovano spazio il magazzino merci ed un altro piccolo fabbricato di servizio.
La fermata è impresenziata.

## Movimento
L'impianto è servito dai convogli passeggeri di Trenitalia in esercizio lungo la Dorsale Sarda.

## Servizi

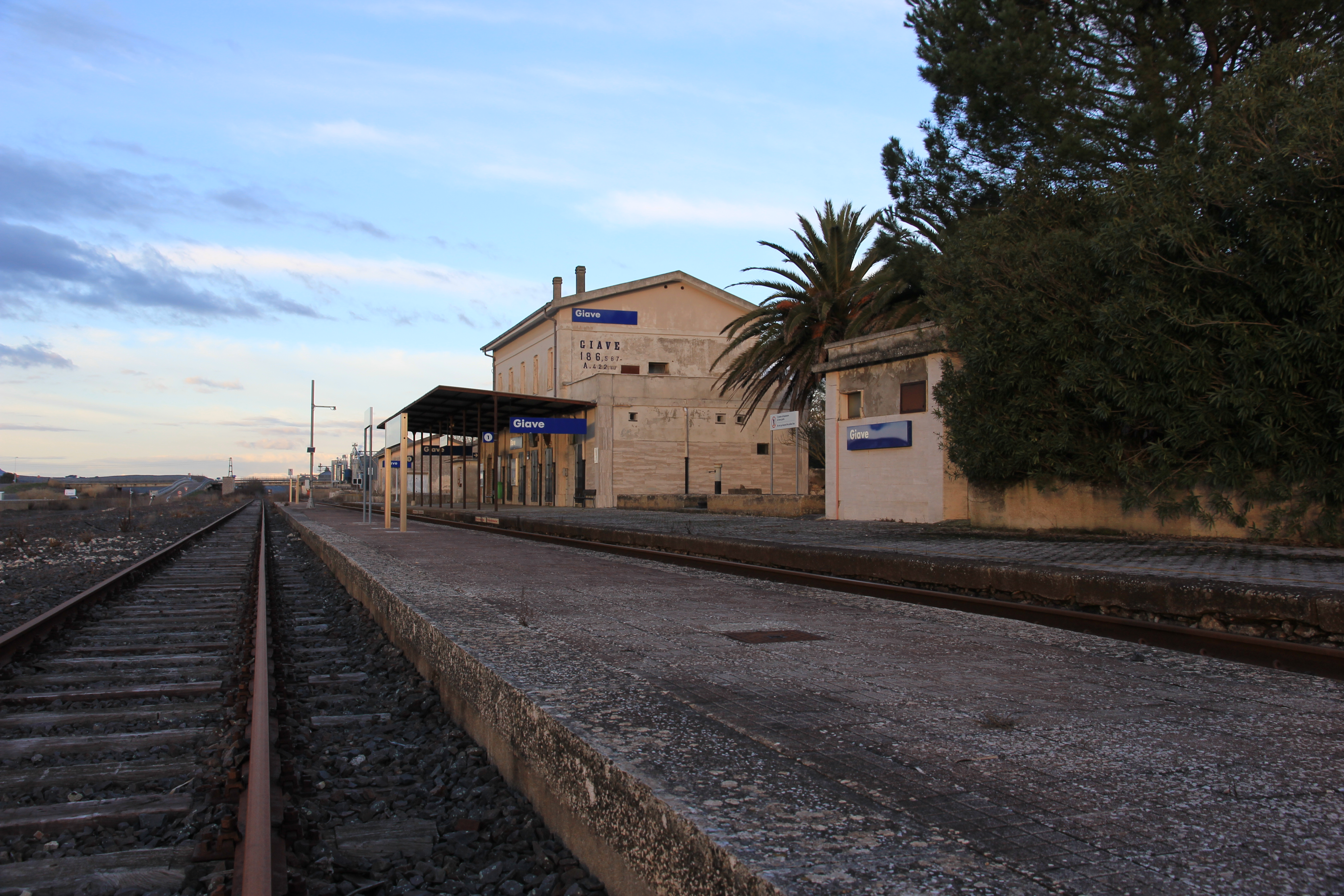
La banchina che serviva il binario due vista in direzione Cagliari; sulla destra l'analoga struttura del binario uno con la sua pensilina

L'impianto è classificato commercialmente da RFI in categoria bronze, ed è accessibile a persone con handicap di tipo motorio.